# Aulus Caesennius Gallus
Aulus Caesennius Gallus war ein im 1. Jahrhundert n. Chr. lebender römischer Politiker.
Die Anfänge der Laufbahn von Gallus sind unbekannt. Er wird bei Flavius Josephus (in seinem Werk Bellum Iudaicum) als Καισέννιος Γάλλος erwähnt; nach Josephus war er im Jahr 66 Kommandeur der Legio XII Fulminata, die am Anfang des Jüdischen Krieges vom Statthalter der Provinz Syria, Gaius Cestius Gallus nach Galiläa entsandt wurde.
Zu Beginn der Regierungszeit von Vespasian (69–79) wurde er in das Priesterkollegium der XV viri sacris faciundis aufgenommen; danach erreichte er zu einem unbestimmten Zeitpunkt ein Suffektkonsulat. Durch zahlreiche Inschriften auf römischen Meilensteinen sowie durch Münzen ist belegt, dass er Statthalter (Legatus Augusti pro praetore) in der Provinz Galatia et Cappadocia war; er amtierte mindestens drei Jahre von 80/81 bis 82/83 in der Provinz.